# SN 2003fo
SN 2003fo – supernowa typu Ia odkryta 24 kwietnia 2003 roku w galaktyce A141758+5328. W momencie odkrycia miała maksymalną jasność 23,20m.